# Stormogulernes Indien
Stormogulernes Indien betegner en periode i Indiens historie, der strækker sig fra begyndelsen af 1500-tallet til midt i 1700-tallet, og var kendetegnet af to forskellig kategorier af fremmede magters indtrængen i Det Indiske Subkontinent.
Først ankom fyrstedynastiet stormogulerne fra Afghanistan og Centralasien og op gennem 1500-tallet kom samtidig stadig flere europæerne til Indien. Igennem en årrække fastholdt stormogulerne og de lokale fyrster magten, og europæerne, som på dette tidspunkt i særdeleshed bestod af portugisere, franskmænd, hollændere og briter, havde kun held til at leje sig ind i mindre handelsstationer ud til kysten.
Stormogulernes dynasti regerede – med seks stormoguler fra den samme slægt – over store dele af det nuværende Indien, Bangladesh, Pakistan og Afghanistan gennem perioden fra ca. 1500 til begyndelsen af 1700-tallet. Det store rige blev generelt styret med konsekvent og kulturelt engageret hånd. Når den lokale modstand mod stormogulernes herredømme var så begrænset som tilfældet var, hang det sammen med, at deres styre var med til at øge den nationale og lokale sikkerhed. Det gavnede også de lokale fyrster. Forholdet gjorde det sværere for de udenlandske handelsfolk og kolonisatorer at trænge ind i landet fra kystområdernes handelsstationer.

## Babur (Zāhir ud-Dīn Mohammad)
Den første af stormogulerne var Zāhir ud-Dīn Mohammad, bedre kendt som Babur, eller på dansk, Tigeren. Babur blev født i 1483 og erobrede i 1504 Afghanistans hovedstad, Kabul. Han fastholdt og konsoliderede gennem 20 år sin magtbase, som udviklede sig til en indgang for ham til den indiske magtpolitik. Netop denne stærke magtposition i Centralasien gav Babur et forspring, da han i 1526 valgte at sende sin hær ind i Nordindien. Da han ved hæren, der var bevæbnet med håndskydevåben og rytteri overvandt Delhi-sultanatet, udråbte han sig som hersker over store dele af Indien. I dag er Babur kendt som grundlæggeren af stormogulernes dynasti, der fastholdt magten over meget store dele af Indien fra erobringen i 1526 til 1707. Babur kontrollerede først og fremmest den nordlige del af Indien, og han fastholdt magten til sin tidlige død i 1530.

## Humayun
Efter Baburs død gik herredømmet videre til hans ældste søn, Nassirudin Humayun. Humayun, som han som regel kaldes, havde magten i store dele af Nordindien, Pakistan og Afghanistan fra faderens død til 1539. Her mistede han hele imperiet til Sher Shah Surien, sultan i Afghanistan. De næste år brugte Humayun tid på at pleje sine persiske kontakter, og da han ca. ti år senere vendte tilbage til Indien med en skare af persiske adelsmænd i ryggen, kunne han roligt overtage magten igen. De højtrangerende persere medbragte et klart signal om en kulturfornyelse i det indiske rige, ikke mindst inden for administrationen, da Humayun tog mange regeringsmetoder til sig, der blev fint modtaget i riget. Ikke nok med at Humayun præsterede at generobre sit tidligere imperium, men han formåede også at udvide sit herredømme.

## Akbar
Udvidelsen kom i stor stil hans trettenårige søn Jalaluddin Muhammad Akbar, kaldet Akbar eller Akbar den Store, til gode: Han overtog magten efter faderens død, men da han var mindreårig ved magtskiftet stod han under formynderskab af fyrste og general Bairam Khan. I ni år sikrede Bairam mogulernes herredømme i Nordindien, og som 19-årig trådte Akbar selv til som regeringsleder, men måtte først tvinge Bairam af magten. Fra 1562 til Akbars død i 1605 var han en af de flittigste og mest kulturelt interesserede stormoguler, Indien har set. Han organiserede bl.a. provinserne, som blev underlagt fastansatte guvernører med specifikke magtområder. En af de vigtigste ændringer, han foretog, var at flytte Indiens hovedstad til byen Fatehpur Sikri, hvor han byggede et fort, der var en stormogul værdig. Denne hovedstad holdt dog ikke længe, da byen led af vandmangel, og det på dette tidspunkt var meget besværligt at få transporteret tilstrækkelige mængder vand.

## Jahangir
Efter Akbars død i 1605 kom hans eneste legitime søn Jahangir til magten. Navnet Jahangir kan oversættes til ”Verdensherskeren”. Han viste tidligt sine politiske ambitioner, og indtil han overtog magten efter sin fars død, gjorde han et par gange oprør som relativt ung provinsguvernør. I hans regeringstid, som varede til 1627, formåede han at holde mogulrigets udstrækning nærmest, som det var under Akbars regeringsperiode. Trods personlige problemer – bl.a. alkoholisme og narkomani – viste han i hele sin regeringsperiode god dømmekraft og fastholdt sin fars fredelige tolerancepolitik, som netop var vel modtaget af det indiske folk.
Det var under denne regering, at de nordeuropæiske lande for alvor kom til Indien og oprettede kolonier. Bl.a. blev den danske koloni, Trankebar, oprettet i 1620, og den var under dansk flag til 1845. Flere nordeuropæiske lande overtog eller lejede sig til en række mindre områder rundt om i landet. Hovedformålet var handel med de sjældne varer, der fandtes i Indien. Fx tekstiler som bomuld og silke, krydderier i form af peber, kanel og kardemomme, te, sukker samt det meget eftertragtede farvestof indigo. Ud over de nye lande fortsatte andre med at udvide deres territorier og magtområder. Bl.a. havde briterne haft en hastig fremgang. Denne fremgang fortsatte støt flere hundrede år endnu.

## Shah Jahan
Indiens officielle hersker blev Jahangirs søn, Shah Jahan, eller ”Verdens konge”. Han havde, før han overtog magten i 1627, begået nogle oprør mod sin fader. Han var nemlig stærkt utilfreds med sin fars berusede dømmekraft. Desuden forsøgte han at bekæmpe sin far, der lod sig påvirke af sin persiskfødte kone. Hun skulle efter sigende have forsøgt at påvirke sin mand til at favorisere sin egen familie. Shah Jahan fik faktisk først rigtigt magten efter et år med stridigheder. Han endte med at nedkæmpe alle tronrivaler, før han i 1628 stod frem som enehersker. Shah Jahans regeringstid er på mange områder en storhedstid for mogulriget. Udadtil viste han sig som en meget handlekraftig og hårdhændet regent, der lagde stor vægt på sin værdighed som hersker. Det var ham, der opførte det verdenskendte Taj Mahal nær Agra.

## Aurangzeb
I den sidste del af Shah Jahans regeringsperiode aftog hans handlekraft, og i 1658 blev han frataget magten og fængslet af sin egen søn, og senere tronarving, Aurangzeb, i borgerkrigen 1657-1659. Den sidste arving til stormogulernes rige var sønnen Aurangzeb. En stor hersker, hvis navn betyder ”Tronens pryd”. I sine tidlige år fulgte han i sin fars fodspor og blev både provinsguvernør og hærfører. Under borgerkrigen valgte Aurangzeb hurtigt side og overtog selv magten efter at have afsat sin far og uskadeliggjort sine egne brødre, der ligeledes ønskede pladsen som magthaver. I hans regeringsperiode, som strakte sig til hans død, var han kendt som en meget handlekraftig leder som sine forfædre. Dog var han i flere sammenhænge mere brutal, og den tolerancepolitik overfor hinduerne, der tidligere var blevet ført, blev under hans ledelse skubbet til side. Han fik et meget dårligt ry blandt hinduer. Aurangzeb døde i 1707, og nu gik det ned ad bakke for Indien som samlet nation.

## Fra stormogulrige til britisk kolonisering
Aurangzeb var den sidste stormogul, og efter hans død, faldt ledelsen fra hinanden. Det skete blandt andet som en reaktion på de nye uduelige kejseres styre, og det indiske rige blev nu delt op i mange mindre, selvstændige stater. Stridighederne mellem de forskellige stater resulterede i at Indiens samlede forsvar blev svækket. Med en splittet politisk situation i landet blev det lettere for de ivrige briter at gøre sig selv til herre over flere og større områder. Efterkommere af den store Aurangzeb beholdt ganske vist titlen stormogul helt frem til 1857, men deres magt var voldsomt indskrænket. Det gik på måde med herskerne i de mindre stater. De eksisterede stadig, men i flere og flere sammenhænge fik de frataget deres magt. Briterne havde overtaget.

## Det britiske East India Company (John Co)
To dele af den engelske nation kom til Indien, og i første omgang var det udelukkende for at udnytte handelsmulighederne. England havde som nation slået sig ned omkring år 1500, men endnu i den begyndende kolonisationsperiode, altså fra år ca. 1600-1750, var det i stor grad et handelskompagni ved navn Det britiske Ostindiske kompagni, eller EIC, som varetog briternes interesser i Indien. Disse interesser bestod udelukkende i at kunne opkøbe de sjældne varer, som Indien tilbød, og sælge dem hjemme i England.
Det er klart, at EIC kom til Indien udelukkende for at tage del i handelen med de orientalske varer. Det er godt nok muligt at England som nation, kom til Indien for det samme, men det kan også havde noget at gøre med noget så simpelt som at gøre sig bemærket på verdensplan. Det var nemlig i 1700-tallet, at der var en række større stridigheder mellem England og Frankrig. Det skulle simpelthen afgøres, hvem der skulle sidde på magten i Indien. Af de to nationer, var det England, der var først og længst fremme: fx var det først omkring 1740, at franskmændene kontrollerede en handel, der var ca. halvdelen af den britiske.
Det egentlige grundlag for at briterne i første omgang kom til Indien, var altså at de ligesom resten af verden ønskede at tage del i handelen med de noget eksotiske varer fra orienten. Det kan undre, at det indiske folk og dets herskere i flere områder lod briterne vælte ind over sig, og dele landet op i kolonier, som kun briterne fik udbytte af. En mulig forklaring er, at briterne jo også havde noget, som kunne blive til gavn for Indien. De medbragte nemlig vestlige værdier og begreber, der i første omgang blev godt modtaget. Så længe det indiske folk troede at den vestlige levevis kun ville kunne bringe godt til Indien, stod ingen stå i vejen for briternes fremgang i landet.

## Britisk kolonisering styrkes i takt med mogulstatens svækkelse
Den engelske militære erobring af Indien var ikke planlagt fra starten. Det var først og fremmest den fremadskridende svækkelse af stormogulernes magt, der ledte til en stigende politisk og militær uro. Denne uro resulterede i regionale og borgerkrigslignende tilstande, hvorefter visse engelske kolonier kom i en usikker position. Som en reaktion på det, forsøgte de lokale (britiske) guvernører at opruste provinserne med det resultat, at East India Company gradvis udvidede det område selskabet kontrollerede i takt med, at det forsvarede sig selv.
I striden mellem de europæiske imperier vandt England, og der er mange bud på, om det var briternes mål at sikre og udvide kontrol over den internationale handel, eller om de ønskede en politisk og militær kontrol om området. Der hersker i dag ingen tvivl om, at indgangsvejen for briterne var meget god. De begyndte i det små, og efterhånden som deres handelsstationer voksede, blev de langsomt en større del af Indiens samlede økonomi. Da der uheldigvis opstod politiske kriser med borgerkrige til følge, oprustede briterne meget naturligt i de enkelte kolonier og overtog hele landet.